# Disocactus

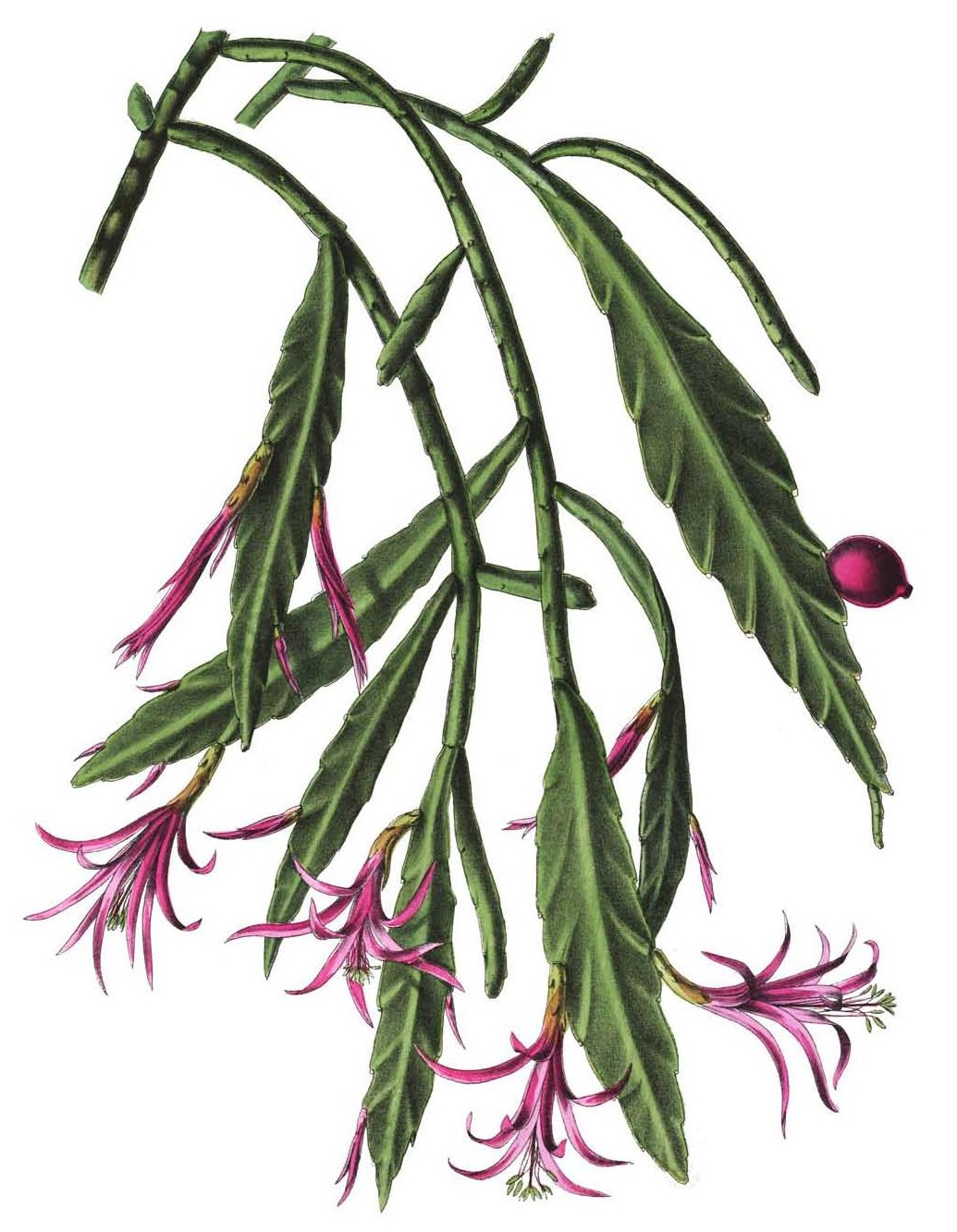
Disocactus biformis

Disocactus Lindl. – rodzaj sukulentów z rodziny kaktusowatych (Cactaceae). Gatunkiem typowym jest D. biformis (Lindl.) Lindl.

## Systematyka
Synonimy
Aporocactus  Lem., Aporocereus Fric & Kreuz., Bonifazia Standl. & Steyerm., Chiapasia Britton & Rose, Disisocactus Kunze (orth. var.), Disocereus Fric & Kreuz., Heliocereus (A. Berger) Britton & Rose, Lobeira Alexander, Mediocereus Fric & Kreuz., Nopalxochia Britton & Rose, Pseudonopalxochia Backeb., Trochilocactus Linding., Wittia K. Schum., Wittiocactus Rauschert.
Pozycja systematyczna według APweb (aktualizowany system APG III z 2009)
Należy do rodziny kaktusowatych (Cactaceae) Juss., która jest jednym z kladów w obrębie rzędu goździkowców (Caryophyllales)  i klasy roślin okrytonasiennych. W obrębie kaktusowatych należy do plemienia Hylocereeae , podrodziny Cactoideae.
Pozycja w systemie Reveala (1993-1999)
Gromada okrytonasienne (Magnoliophyta Cronquist), podgromada Magnoliophytina Frohne & U. Jensen ex Reveal, klasa Rosopsida Batsch, podklasa goździkowe (Caryophyllidae Takht.), nadrząd  Caryophyllanae Takht.,  rząd goździkowce (Caryophyllales Perleb), podrząd Cactineae Bessey in C.K. Adams, rodzina kaktusowate (Cactaceae Juss.), rodzaj Disocactus Lindl.
Lista gatunków
| - Disocactus ackermannii (Haw.) Ralf Bauer - Disocactus aurantiacus (Kimnach) Barthlott - Disocactus biformis (Lindl.) Lindl. - Disocactus cinnabarinus (Eichlam ex Weing.) Barthlott - Disocactus eichlamii (Weing.) Britton & Rose - Disocactus flagelliformis (L.) Barthlott - Disocactus kimnachii G.D.Rowley - Disocactus macdougallii (Alexander) Barthlott | - Disocactus macranthus (Alexander) Kimnach & Hutchison - Disocactus martianus (Zucc. ex Pfeiff.) Barthlott - Disocactus nelsonii (Britton & Rose) Linding. - Disocactus phyllanthoides (DC.) Barthlott - Disocactus quezaltecus (Standl. & Steyerm.) Kimnach - Disocactus schrankii (Zucc. ex Seitz) Barthlott - Disocactus speciosus (Cav.) Barthlott |